# جان ميشال غندوغر
جان ميشال غندوغر (1850-1926) (بالإنجليزية: Jean Michel Gandoger)‏ هو عالم نبات فرنسي.